# Лаптевы
Лаптевы — русские дворянские роды, один из коих потомки Редеди принадлежат к столбовому дворянству.
В Гербовник внесены две фамилии Лаптевых:
1. Потомки убитого (1022) Касожского князя Редеги (Герб. Часть VI. № 7). Род занесён в Бархатную книгу [2] При подаче документов (февраль 1686) была предоставлена родословная роспись Лаптевых[3].
2. Гаврила Саймонович Лаптев, возведённый в дворянское достоинство 31 декабря 1741 года (Герб. Часть III. № 123)[1].

Древнейший из них происходит, по преданию, от князя Редеди, потомок которого, Варфоломей Григорьевич Глебов, по прозванию Лапоть, был родоначальником Лаптевых. Борис Тимофеевич Лаптев жалован (1634) вотчиною, за отличие при осаде Смоленска. Николай Симонович Лаптев (умер 1814) прокурор юстиц-коллегии.
Род Лаптевых внесен в VI часть родословной книги Новгородской губернии. Рязанская ветвь Лаптевых берёт начало от Михаила Васильевича Лаптева, владевшего в конце XVI в. поместьем в д. Добрятино Рязанского (позднее — Пронского) уезда 14.03.1819 Пётр Андреевич Лаптев внесён в VI часть ДРК Рязанской губернии Российской империи.
Существует ещё род Лаптевых, восходящий к началу XVII века.

## Описание гербов

#### Герб. Часть VI. № 7.
Герб рода Лаптевых, потомков князя Редеги: в щите, имеющем серебряное поле, изображён красный гриф, обращённый в правую сторону (изображен на многих гербах родов идущих от Редеги).
Щит увенчан обыкновенным дворянским шлемом с дворянской на нём короной и пятью павлиньими перьями. Намёт на щите серебряный, подложенный красным. Герб рода Лаптевых внесён в Часть 6 Общего гербовника дворянских родов Всероссийской империи, стр. 7.

#### Герб. Часть III. № 123.
Герб лейб-компанца Гаврилы Самойловича Лаптева: щит разделён вертикально на две части, из которых в правой части, в чёрном поле, между тремя серебряными пятиугольными звёздами изображено золотое стропило с означенными на нём тремя горящими гранатами натурального цвета. В левой части, в красном поле, между двумя золотыми львиными лапами, выходящими из боков щита, золотая шпага, остроконечием вверх обращённая. Щит увенчан обыкновенным дворянским шлемом, на котором наложена лейб-компании гренадёрская шапка с страусовыми перьями красного и белого цвета, а по сторонам шапки видны два чёрных орлиных крыла и на них по три серебряные звезды. Намёт на щите красного и чёрного цвета, подложенный золотом.

#### Неутверждённый герб Лаптевых.
Герб представителя фамилии Лаптевых по Костромской губернии 1828 года: в лазоревом щите накрест сабля и ружьё, остриём и дулом вверх, в красной главе лапоть с завязками. Нашлемник: пять павлиньих перьев. Намёт: лазоревый с золотом.

## Известные представители
- Лаптев Иван Михайлович — воевода в Устюжне-Железнопольской (1670)[7].
- Лаптев Мина Андреевич — стряпчий (1692).
- Лаптев Никита Иванович — стольник (1692)[8].
- Лаптев Василий Данилович — генерал-майор, кавалер ордена Святого Георгия 3-й степени за Бородино (1812).